# Cassiodorus

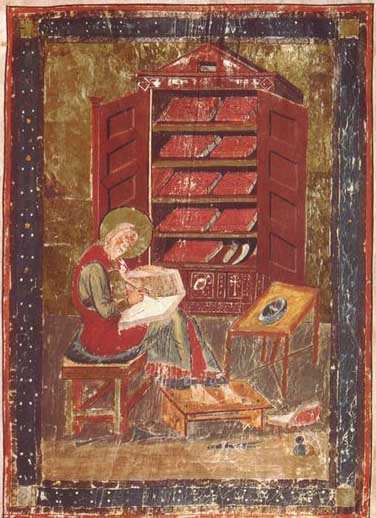
Píšíci Esdráš (Codex Amiatinus, Florencie, kolem 700). Podle některých badatelů možná portrét Cassiodorův.

Cassiodorus Senator, plným jménem Flavius Magnus Aurelius Cassiodorus Senator (488 Scylacium, Squillace v Kalábrii, † 583 tamtéž) byl římský křesťanský filozof, encyklopedista, ministr ostrogótského krále Theodoricha a mnich. Významně se zasloužil o přenesení antické vzdělanosti do středověku.

## Život a působení
Cassiodorus pocházel z vážené senátorské rodiny, která původně pocházela ze Sýrie a v Itálii zbohatla. Už mezi jeho předky byla řada vysokých císařských úředníků a Cassiodorus byl už roku 507 ve velmi mladém věku jmenován kvestorem císařského paláce (Quaestor sacri palatii), což byl v té době druhý nejvyšší úřad. Jeho úkolem bylo sepisovat císařské výnosy a zákony a byl také členem consistoria, jakési vlády. Později zastával i další vysoké úřady: v letech 523–527 byl magister officiorum (po Boëthiovi) a po smrti krále Theodericha roku 526 praefectus praetorio, což byl vůbec nejvyšší civilní úřad. Ve všech těchto úřadech se Cassiodorus snažil mírnit napětí mezi římskou aristokracií a gótskými panovníky, mezi katolíky a ariány.
Když začal východořímský císař Justinián I. dobývat zpět Itálii a když po smrti ostrogótského krále Athalaricha vypukly boje o trůn, stáhl se Cassiodorus z veřejného života. S papežem Agapetem domluvil zřízení teologického učiliště v Římě, což se však nezdařilo. Pobýval pak v Ravenně a od roku 537 v Konstantinopoli. Jako téměř sedmdesátiletý se roku 554 vrátil na rodinné majetky v jižní Kalábrii a blízko svého rodného Scylacia (v současnosti Squillace) založil klášter Vivarium, do něhož podle některých zpráv sám vstoupil a jenž zároveň byl intelektuálním centrem a školou podle vzoru školy nisibiské.
Klášter založil podle zásad Jana Cassiana a chtěl západnímu mnišství dát podobně hluboký teologický základ, jaký mělo východní mnišství. V Cassiodorově době byla značná část starověké literatury už ztracena, je jeho velikou zásluhou, že se spolu s dalšími (například Boëthiem a Symmachem) přičinil o záchranu zbytku. Péči o literaturu uložil jako hlavní úkol mnichům svého kláštera a napsal pro ně jakousi příručku, Institutiones divinarum et saecularium litterarum, s přehledem starověké latinské literatury a návodem k jejímu opisování a šíření. I když klášter Vivarium brzy zanikl, úlohu převzala řada dalších. Ještě ve věku více než 90 let napsal Cassiodorus knihu o ortografii, k níž připojil seznam svých spisů.

## Dílo
Cassiodorus a jeho žáci se pokládají za tvůrce středověkého školního curricula Sedmi svobodných umění. Jeho Dějiny Gótů, které napsal na přání krále Theodoricha, se ztratily a zachoval se jen jakýsi výtah v Jordanově spise Getica. Vedle gramatických spisů se zachovala stručná Kronika, sahající až do roku 519, významná sbírka úředních dopisů a výnosů Variae, kniha o dějinách církve (Historia ecclesiastica tripartita, společně s Epifaniem Scholastikem), výklad biblických Žalmů a úvod do studia Bible.

### Spisy
- Historia Gothorum (Dějiny Gótů, 12 knih, ztraceno), 533–551, patrně propagovaly spojení Gótů a Římanů do jednoho národa
- Variae (Rozmanitosti, 12 knih), 537/8 zde
- De anima (O duši), 538
- Institutiones divinarum et saecularium litterarum (Základy cirkevních a světských nauk, 2 knihy), 551 až 562. Tiskem vyšla 1566, 1937, reprint 1961. zde
- Historia ecclesiastica tripartita (Trojdílné církevní dějiny)
- Chronica (Kronika), dějiny od Adama do roku 519
- Expositio in psalterium (výklad Žalmů), 538–548 a 560–575
- Complexiones in epistolas et acta apostolorurn et apocalysin (Výklady epištol, Skutků a Apokalypsy)
- De orthographia (O pravopise), asi 578

Sebrané spisy:
- Opera omnia I-II, 1848–1865

## Proces svatořečení
Dne 7. února 2020 byl v arcidiecézi Catanzaro-Squillace zahájen jeho proces blahořečení na úrovni uznání kultu.